# هبري بوسروال
هبري بوسروال مفكر جزائري من مواليد عام 1944 بزمورة ولاية غليزان أشتهر بالكتابة باللغة الفرنسية في مواضيع الثقافة العلمية والإسلامية مع كونه طبيب مختص في العيون ألف في طب العيون والطب النبوي

## مؤلفاته
أبرز مؤلفات المفكر :
1. القرآن وما يعتقده الغربيون
2. حكمة الاسلام
3. علماء مسلمون نسيهم التاريخ
4. القرآن وتدريب الذاكرة
5. تفسير الأحلام بعد ابن سيرين (ترجمة)
6. شرح آيات الكرسي.
7. الإسلام والجاهل
8. ماذا يعني الجهل ؟
9. لماذا حب محمد؟
10. محمد و النساء
11. محمد (صلى الله عليه وسلم) و الطب
12. لا يفترض على أحد أن يتجاهل الله
13. وَفِي أَنْفُسِكُمْ أَفَلا تُبْصِرُونَ
14. أعتقد أو لا تعقد ..
15. إِنَّهَا لَا تَعْمَى الْأَبْصَارُ وَلَكِنْ تَعْمَى الْقُلُوبُ الَّتِي فِي الصُّدُورِ
16. الصلاة وفضائلها النافعة على الحالة النفسية والصحية
17. ماذا يقول الإسلام والعلم عن التبغ والكحول؟.
18. لماذا لحم الخنزير حرام في الإسلام؟
19. المخدرات
20. مفتاح البذخ
21. لماذا الحلال ؟.
22. الطب والمثلية الجنسية
23. الاختلاط بالرفقة السيئة.
24. صيام شهر رمضان والطب
25. عقوق الوالدين
26. الطلاق
27. ما هي السعادة؟
28. هل انت مثل هؤلاء؟
29. الإسلام والنظافة (الطهارة)
30. الرسول، مختار ومصطفى الرسل.
31. الجنة ( من كتاب بن القيم الجوزية) ترجمة.
32. فتاوى إسلامية (315 فتوى).

## وفاته
توفي سنة 2018 م بفرنسا ودفن بمسقط رأسه زمورة

## وصلة خارجية
- Bousserouel hebri